# Lasianthus moonii
Lasianthus moonii är en måreväxtart som beskrevs av Robert Wight. Lasianthus moonii ingår i släktet Lasianthus och familjen måreväxter.
Artens utbredningsområde är Sri Lanka. Inga underarter finns listade i Catalogue of Life.